# Articaína
Articaína é um anestésico local utilizado na odontologia. 

## Apresentações
Hidroclorito de Articaína 4% com epinefrina 1:100,000 para injeção.

## Regulamentação do uso
A Articaína foi primeiro aprovado para uso na Alemanha em 1976 e após para uso na Europa. No Brasil teve seu uso aprovado em 1999 e nos Estados Unidos obteve a aprovação do FDA no ano 2000.

## Características
Possui qualidades como: uma rápida capacidade de ação e boa duração da ação anestésica.

## Estrutura e metabolismo
Articaína é único entre o grupo dos anestésicos locais porque contém um grupo thiophene, e também porque possui os grupos amida e éster conjuntamente.  Articaína é um anestésico do tipo amida de ação intermediária. Entretanto, com a associação do grupo éster permite que haja metabolismo no plasma pela enzima pseudocolinesterase.

## Complicações
Sérias complicações estão associadas com a Articaína: Parestesia longa ou permanente tem sido reportada como efeito adverso do anestésico e ocorre mais frequentemente quando há associação com a lidocaína.